# イタリア奇想曲
『イタリア奇想曲』（イタリアきそうきょく, Capriccio italien）作品45は、ピョートル・チャイコフスキーが1880年に作曲した管弦楽曲。イタリア様式の伝統的な奇想曲風の作品である。原題は『民謡旋律によるイタリア組曲』。演奏時間は約14分ないし15分。

## 作曲の経緯と初演
チャイコフスキーは教え子であったアントニーナ・ミリューコヴァと1877年7月に結婚したものの、わずか3か月のうちにそのまま離婚を迎えてしまう。離婚後はかなりの精神衰弱に陥っていたため、気分転換のため弟モデストと共にイタリアからスイスにかけて旅行をはじめる。なお、イタリアへの旅行は2度目となる。
ベルリンからパリを経由して、1879年末から1880年4月にかけてイタリアに滞在したチャイコフスキーは、イタリアの風土・文化・芸術に魅了され、多大な感銘を受けた。感銘が冷めないうちにローマで作曲の構想を練り始めたという。1880年2月にフォン・メック夫人に宛てた手紙の中で以下のように語っている。
同地で受けた印象を基に、スケッチを1月4日（新暦では1月16日）に行ったが、イタリアで完成されず、帰国後の1880年5月15日（新暦では5月27日）に本格的に取り組み、同年夏に妹のアレクサンドラが住むウクライナのカメンカでオーケストレーションを施して完成する。同年12月6日（新暦では12月18日）に、モスクワのロシア音楽協会の定期演奏会でニコライ・ルビンシテインの指揮によって初演され、かなりの好評を持って迎えられた。作品はカルル・ダヴィドフに献呈された。
メック夫人に宛てた手紙から見て、そこで見聞した様々な祭りや民謡（『美しい娘さん（Bella ragazza dalle trecce bionde）』などが第1部で使用）、舞曲などのテーマ（それらの中にはコルネットで演奏されるものもある）がこの曲に盛り込まれている。この曲はチャイコフスキーの他の作品と比べて明るい雰囲気をもっているのが特徴的である。

## 編成
- 木管楽器:フルート3（第3奏者はピッコロ持ち替え）、オーボエ2、コーラングレ、クラリネット2、ファゴット2
- 金管楽器:ホルン4、コルネット2、トランペット2、トロンボーン3、テューバ
- 打楽器:ティンパニ、大太鼓、シンバル、トライアングル、タンブリン、グロッケンシュピール
- その他:ハープ、弦五部

## 曲の構成
曲は5つの部分から構成される。
第1部 アンダンテ・ウン・ポコ・ルバート（Andante un poco rubato） イ長調、6/8拍子
トランペットとコルネットによる華々しいファンファーレによって開始される。これはチャイコフスキーが宿泊したホテルに隣接する騎兵隊の宿舎から（毎日）夕方に響き渡る信号ラッパの旋律からヒントを得たものといわれる。この後、表情は急に暗転し、管楽器による3連音符のリズムに乗ってロシア的な性格による流麗な旋律が、弦楽によって奏される。
第2部 アレグロ・モデラート（Allegro moderato） 変ニ長調　4/4拍子
管楽器による美しい旋律が歌うように奏され、この旋律を基にした変奏と展開が行われる。
第3部 プレスト（Presto） イ短調、6/8拍子
打楽器群が活躍する。ここでは民族舞踊であるタランテラが用いられている。
第4部 アレグロ・モデラート（Allegro moderato） 変ロ長調、3/4拍子
第1部における金管のリズムから開始し、木管と弦楽がアクセントの強い民謡風の旋律を朗々と奏される。
第5部 プレスト - ピウ・プレスト - プレスティッシモ（Presto - Piu presto - Prestissmo） イ長調 - 変ホ長調 - イ長調、6/8拍子 - 2/4拍子
第3部と同じく民族舞踊のタランテラが再び用いられ、タランテラのリズムによるフィナーレである。イタリアの旋律が次々に現れ、打楽器群が鮮やかな色彩を出し、最後はプレスティッシモの熱狂的な高まりで曲を終える。この第5部は開放的なイタリアの気分が終始満ち溢れている。

## 参考資料
- 『作曲家別名曲解説ライブラリー チャイコフスキー』より抜粋（音楽之友社）
- チャイコフスキー『交響曲第4番、イタリア奇想曲』（カラヤン指揮、ベルリン・フィルハーモニー管弦楽団）のライナーノーツ
- チャイコフスキー『交響曲第6番、イタリア奇想曲』（バーンスタイン指揮、イスラエル・フィルハーモニー管弦楽団）のライナーノーツ
- チャイコフスキー『管弦楽作品集』（バレンボイム指揮、シカゴ交響楽団、廃盤）のライナーノーツ
- チャイコフスキー『管弦楽曲集』（ドラティ指揮、ミネアポリス交響楽団）のライナーノーツ